# لورنس جي. بورتون
لورنس جي. بورتون هو سياسي أمريكي، ولد في 30 أكتوبر 1926 في أوغدن في الولايات المتحدة، وتوفي بنفس المكان في 27 نوفمبر 2002. نشط حزبياً في الحزب الجمهوري. وقد انتخب عضو مجلس النواب الأمريكي ‏.